# Gartenschau Balingen 2023

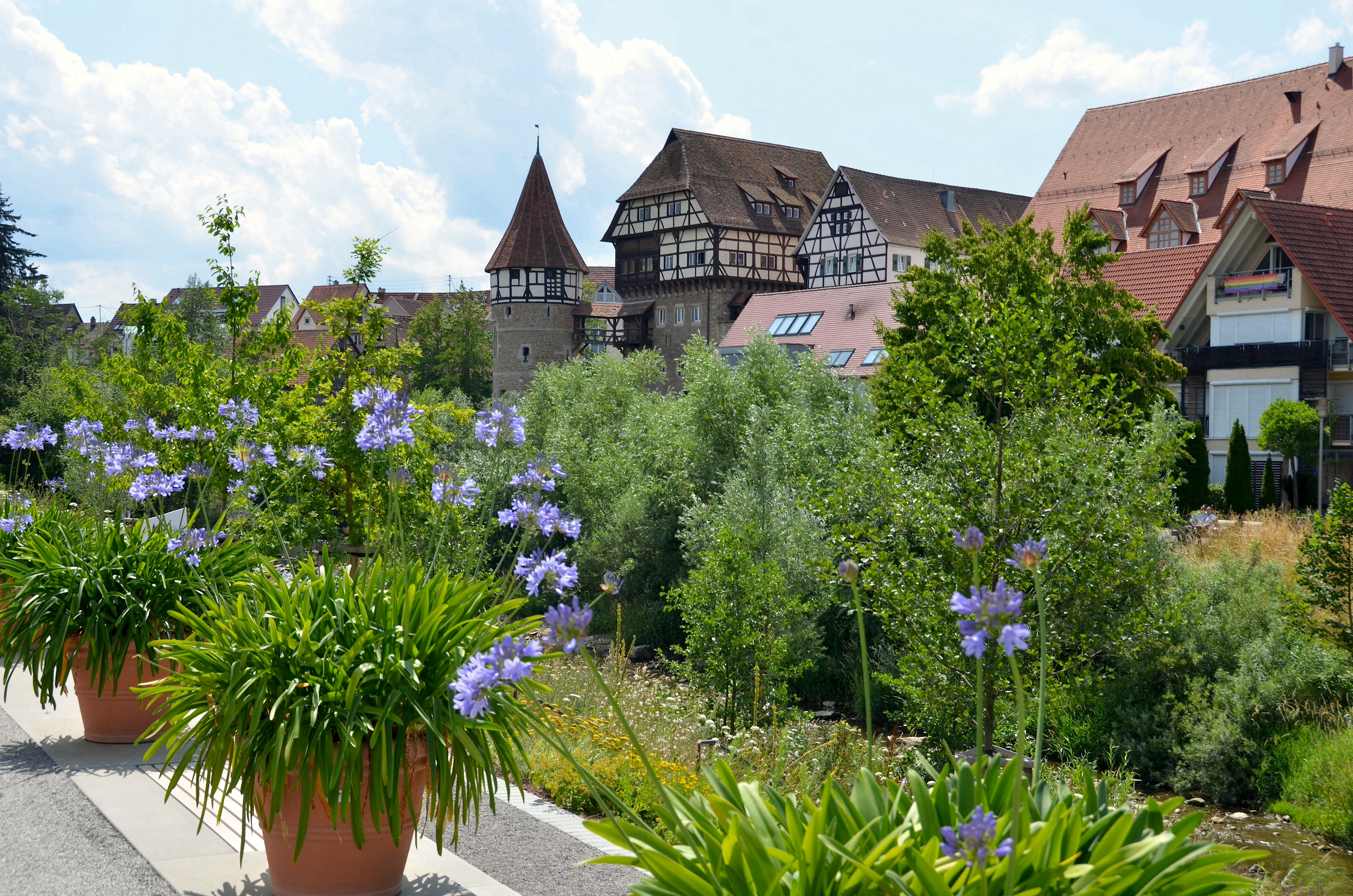
Gartenschaugelände an der Eyach beim Zollernschloss

Die Gartenschau Balingen 2023 (ältere Bezeichnung Grünprojekt Balingen) war eine Gartenschau des Landes Baden-Württemberg, die in Balingen, der Kreisstadt des Zollernalbkreises, vom 5. Mai bis zum 24. September 2023 stattfand. Solche ehemals Grünprojekt genannten „kleinen“ Gartenschauen wechseln sich jährlich mit den Landesgartenschauen ab.
Das Veranstaltungsgelände der Gartenschau erstreckte sich entlang der Eyach, einem Nebenfluss des Neckars, und der Steinach, die am Zollernschloss am Rande der Altstadt in die Eyach mündet.
Während der 143 Tage der Gartenschau fand auf drei Bühnen ein Programm mit mehr als 1000 Veranstaltungen statt, die im Eintrittspreis inbegriffen waren. Auf dem Gartenschaugelände gab es zusätzlich parallel zehn Blumenschauen in historischem Ambiente und acht Schaugärten, außerdem boten zahlreiche Unternehmen und Organisationen Informationen zu Gartenbau und Region.
487.000 Besucher besuchten die Gartenschau, womit das Ziel von 250.000 bis 300.000 Besuchern deutlich übertroffen werden konnte.

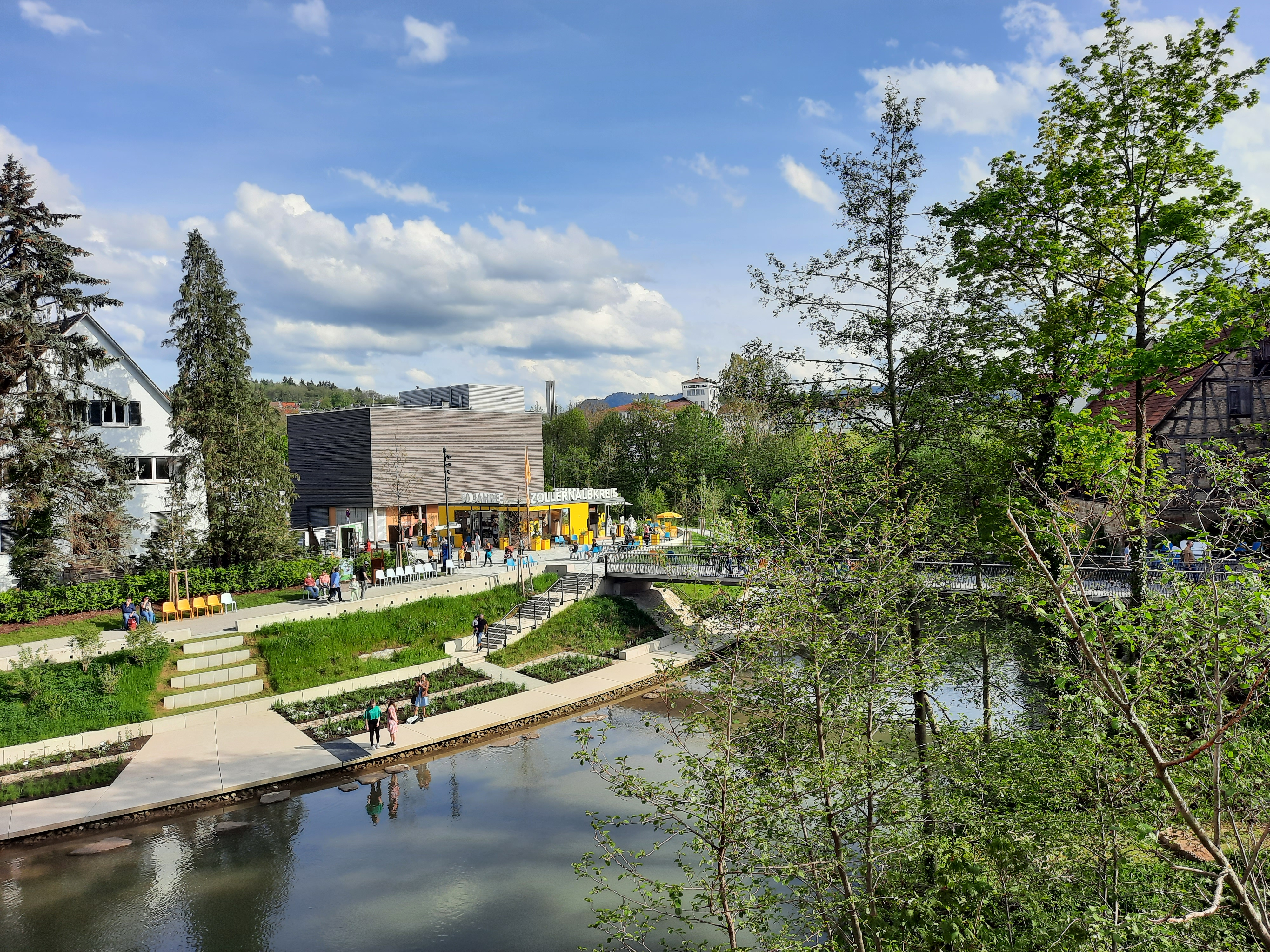
Die Wassergärten
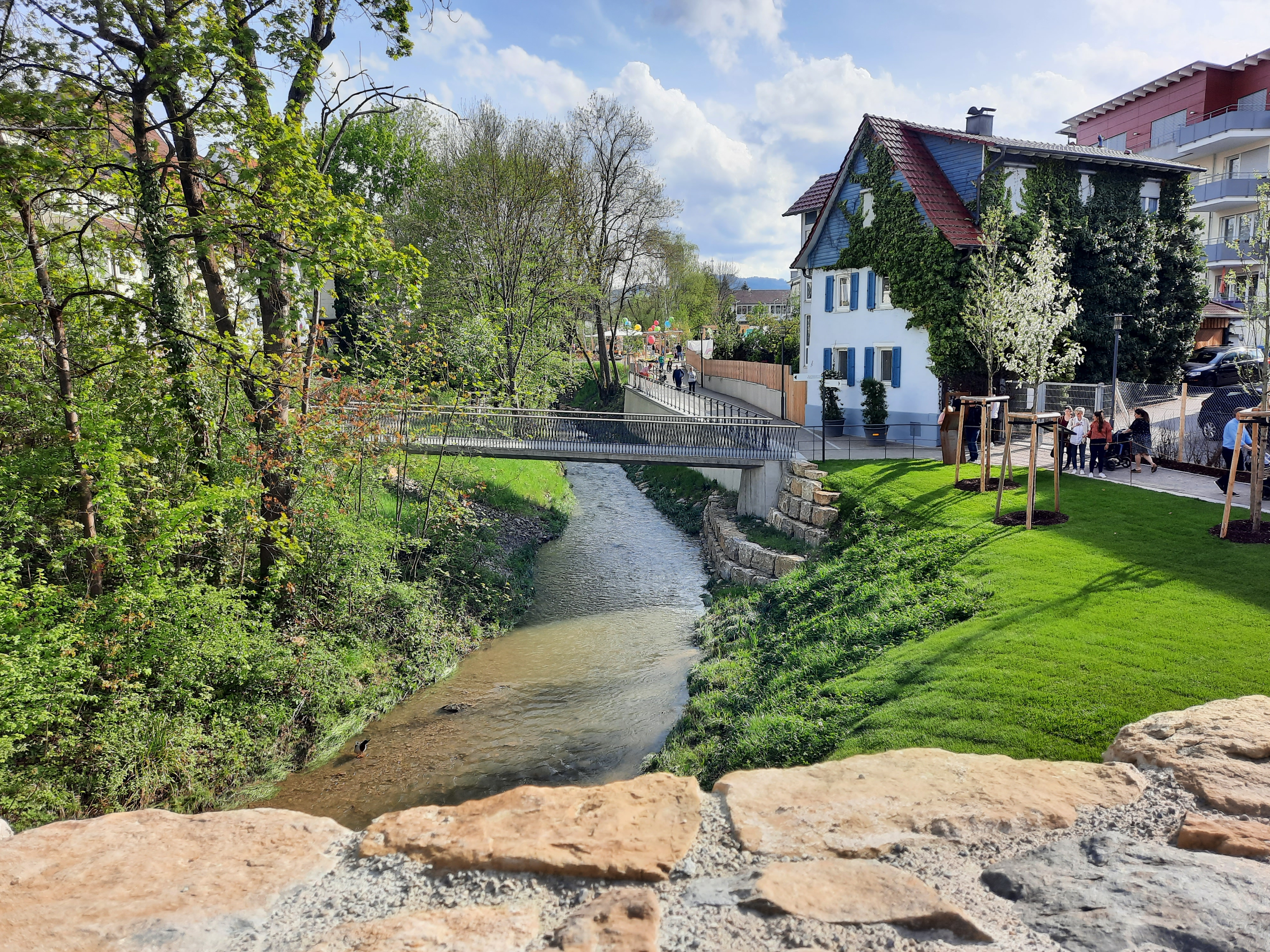
Blick in Richtung der Schwefelbadgärten
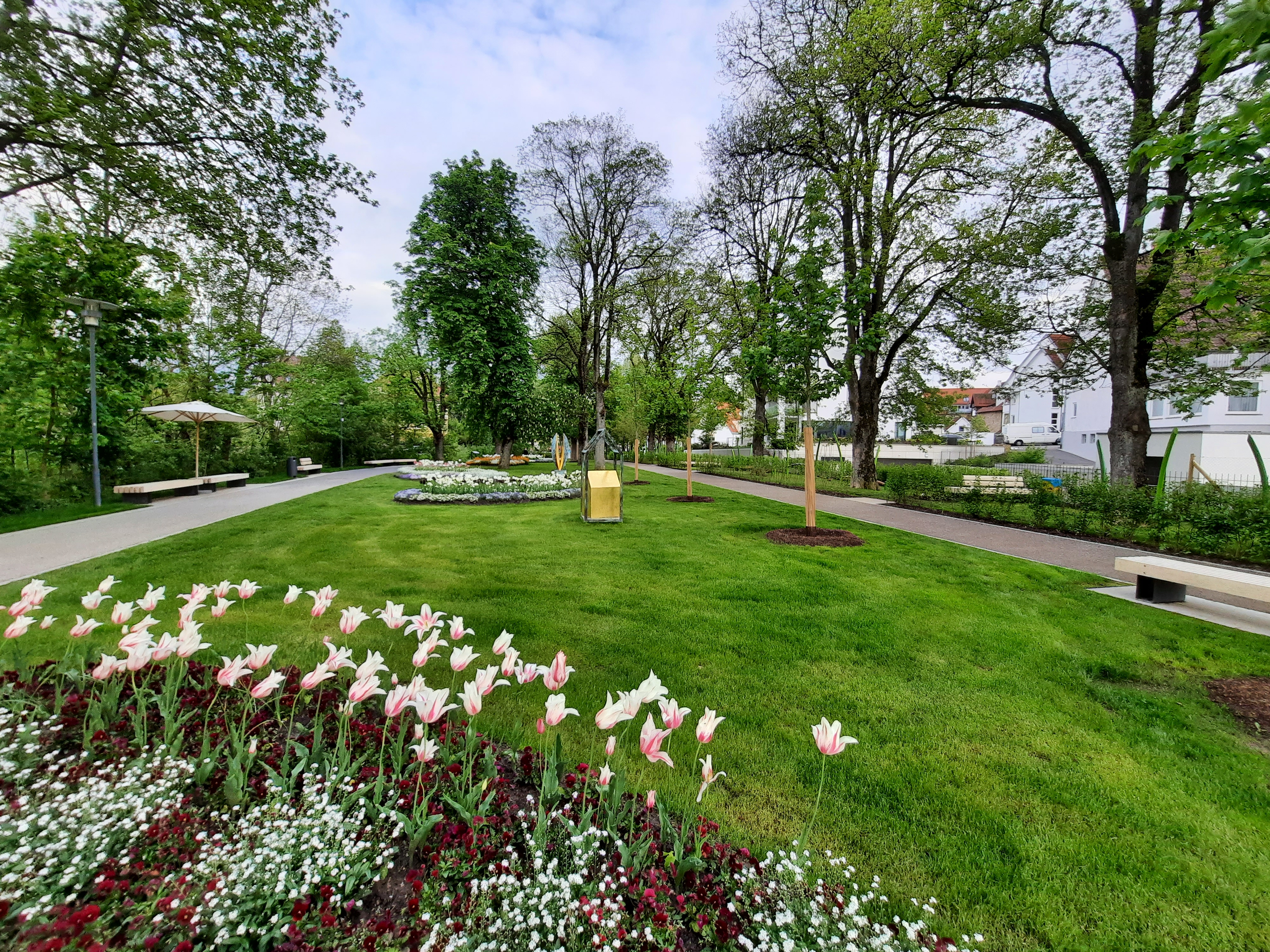
Der Stadtgarten
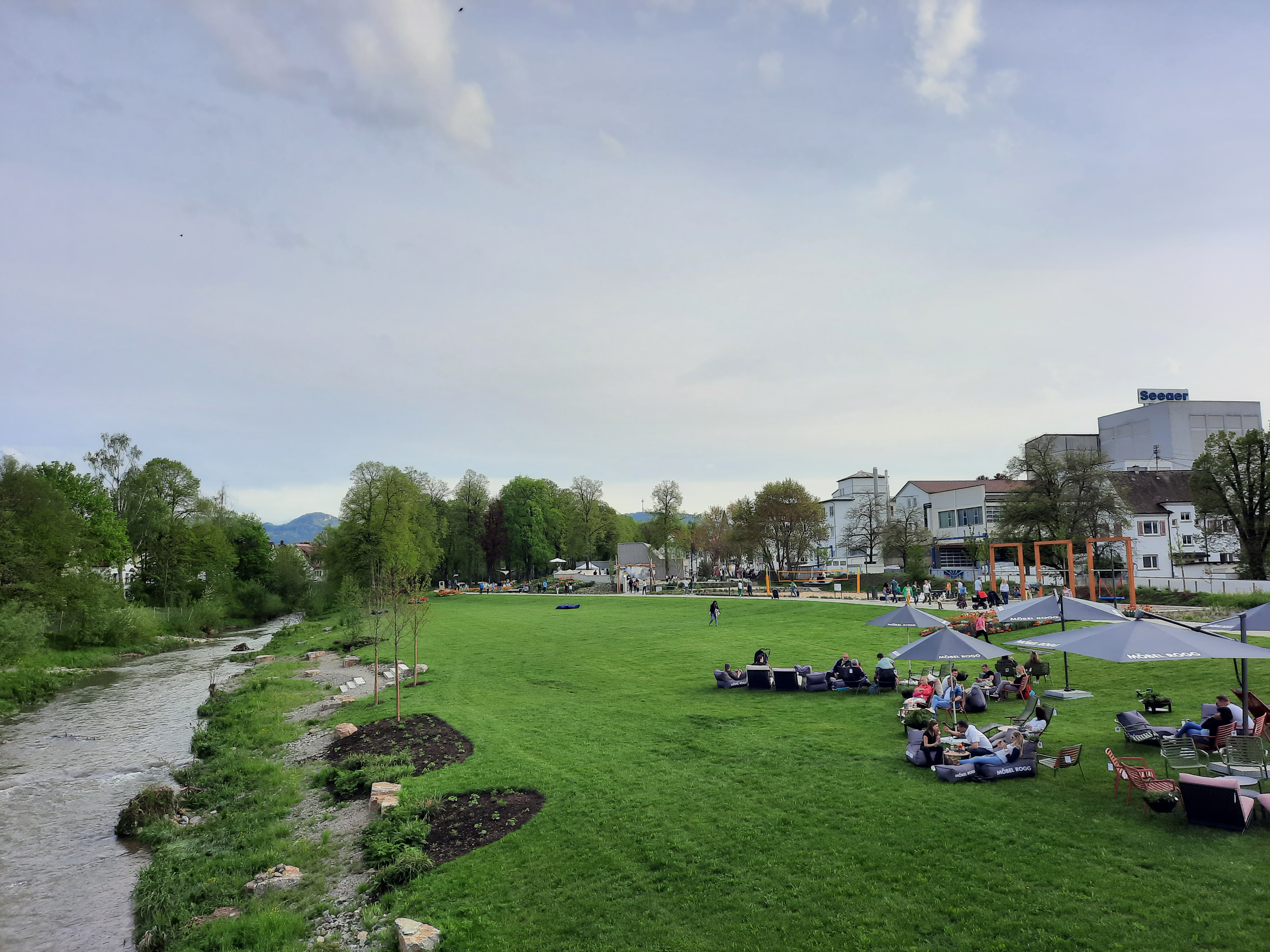
Der Eyachstrand
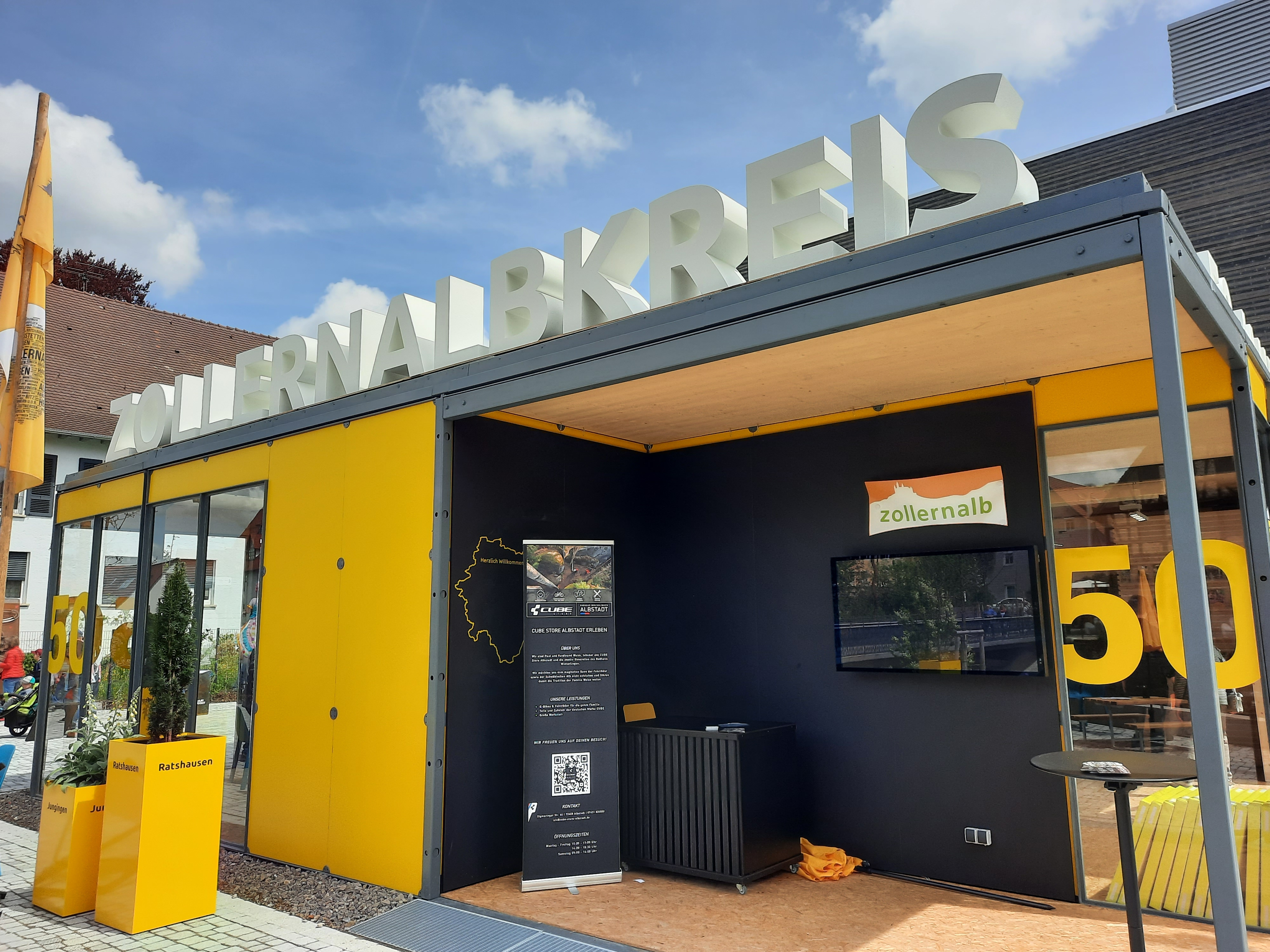
Der Pavillon des Zollernalbkreises („50 Jahre Zollernalbkreis“)